# Lockheed D-21
El Lockheed D-21 era un vehículo aéreo tripulado
de reconocimiento a velocidad mayor que Mach 3 que comenzó a desarrollarse en octubre de 1962. Conocido originalmente por la designación de Lockheed como Q-12, su objetivo era despegar desde un avión A-12 para misiones o vuelos de largo alcance que eran demasiado peligrosas para un vehículo tripulado. Con una cámara fotográfica de alta resolución Hycon, estaba diseñado para volar sobre un lugar predefinido y luego lanzarla por una escotilla al océano donde sería recogida. 

## Desarrollo

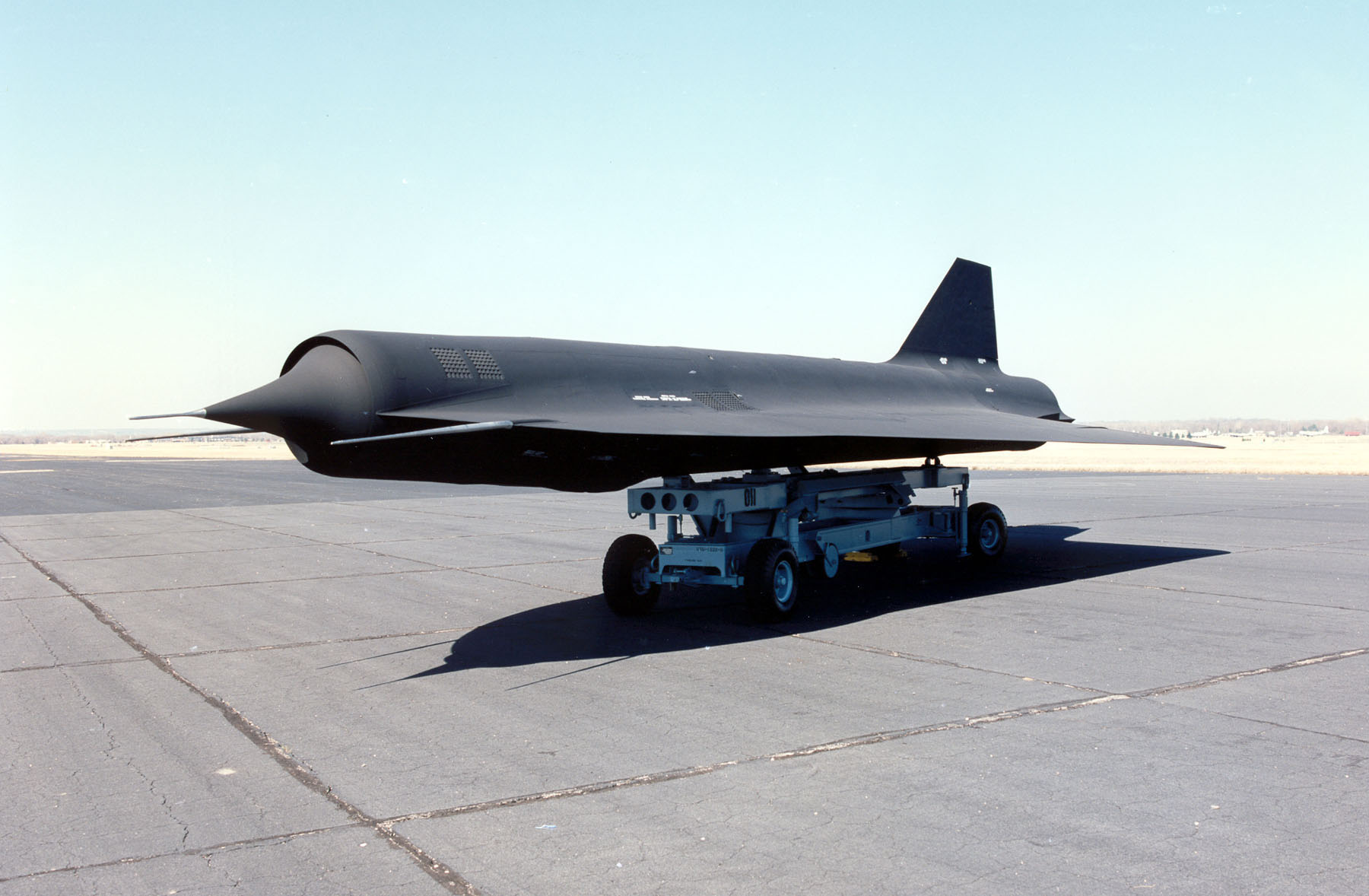
Lockheed D-21.

A comienzos de los años 1960, Lockheed había desarrollado el avión espía A-12, que rápidamente evolucionaría al avión de reconocimiento estratégico SR-71 Blackbird. Tras la destrucción del U-2 de Gary Powers en 1960, fueron propuestas ideas de un A-12 no tripulado. Clarence Johnson, a cargo de los Skunk Works de Lockheed que había construido el A-12, pensó que este avión era demasiado grande y complicado para hacer un avión no tripulado eficiente, pero se podía utilizar el diseño y la tecnología para crear un avión de menor tamaño que podría realizar la misma misión. Las ideas se trasladaron en un estudio formal para un avión no tripulado de alta velocidad y altitud en octubre de 1962. El estudio fue financiado por un proyecto negro especial de la Fuerza Aérea de los Estados Unidos. El diseño del Q-12 se finalizó en octubre de 1963, con un ala en delta doble similar a la del A-12. El Q-12 se lanzaría en el aire desde la parte posterior de un A-12 y utilizaba las tecnologías principales del proyecto del A-12, incluyendo su construcción en titanio. A finales de 1963, el proyecto fue renombrado como Tagboard y el Q-12 recibió el nombre de D-21 mientras que el A-12 se convirtió en M-21 (D por "Daughter", hija; M por "Mother", madre).
Johnson quería impulsar el Q-12 con un estatorreactor construido por Marquardt para el misil superficie-aire de largo alcance BOMARC de Boeing. La fábrica de Marquardt estaba cerca de la de Lockheed, ayudando mejorar la seguridad, y ambas compañías habían colaborado en varios programas en el pasado. Las conversaciones con los ingenieros de Marquardt señalaron que el estatorreactor del BOMARC podía ser utilizado, aunque el motor, designado finalmente como RJ43-MA-11, necesitaba algún trabajo ya que no estaba diseñado para funcionar mucho más tiempo que el que tardaba el misil en alcanzar un blanco a unos cientos de kilómetros. Por el contrario, el motor del Q-12 tenía que funcionar al menos durante una hora y media, más tiempo que cualquier estatorreactor del momento.
Una maqueta del Q-12 estuvo preparaba el 7 de diciembre de 1962. Las pruebas de radar mostraron que tenía una sección cruzada de radar (RCS) muy pequeña y las pruebas en el túnel de viento también indicaron que el diseño era correcto. Sin embargo, la CIA no estaba entusiasmada por el Q-12, principalmente porque la agencia estaba saturada en ese momento con misiones de los U-2, consiguiendo aumentar la velocidad de los A-12 y las operaciones en el sudeste asiático. A diferencia de dicha agencia, la Fuerza Aérea estaba interesada en el Q-12 tanto como una plataforma de reconocimiento y un misil de crucero y finalmente la CIA decidió trabajar con la USAF para desarrollar un nuevo avión no tripulado. Lockheed consiguió un contrato en marzo de 1963 para el desarrollo completo del Q-12.
La carga de sistemas de reconocimiento y guía se llevaba en una bahía de 1,9 m de longitud. Estos sistemas estaban construidos en un módulo que se conectaba a la bahía y era conocido como "escotilla". En el diseño original, la escotilla sería eyectada al final de la misión y el avión se autodestruiría con una carga. La escotilla sería atrapada en el aire por un C-130 Hércules, una técnica que estaba siendo mejorada por la Fuerza Aérea al recuperar cápsulas con películas desde satélites de reconocimiento.
El M-21 era una versión biplaza del A-12, con una sujeción en la línea central del fuselaje entre los timones de cola para llevar el vehículo no tripulado. Un periscopio permitía al tripulante del asiento posterior, u "oficial de control de lanzamiento", poder observar directamente al D-21. Se construyeron dos M-21 junto con un lote inicial de siete D-21 para pruebas de vuelo. El principal problema que se enfrentaban los ingenieros era el lanzamiento del D-21 desde el avión nodriza. El espacio libre entre los timones de los M-21 era muy reducido y podía ocurrir un accidente durante la separación entre el D-21 y avión nodriza.

## Pruebas

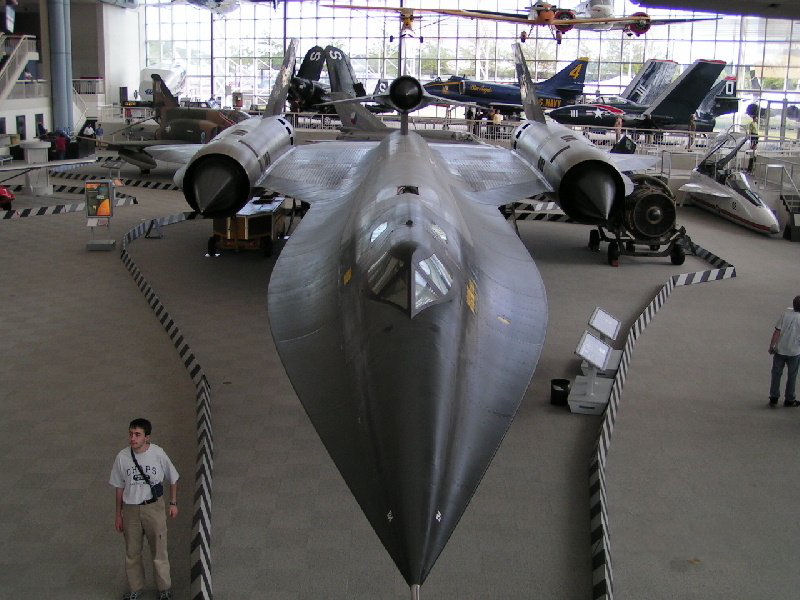
Lockheed M-21 con el D-21B.

La combinación M-21/D-21 comenzó a realizar pruebas de vuelo de forma cauta en diciembre de 1964, continuando hasta 1965. Las cubiertas aerodinámicas que estaba localizadas sobre las entradas y las toberas fueron retiradas tras los primeros vuelos por la posibilidad de dañar al M-21 o al D-21 a velocidades de Mach 3. La resistencia incrementada por esta retirada fue superada usando el estatorreactor del D-21 como un tercer motor.
El primer lanzamiento del D-21 desde la parte posterior del M-21 ocurrió con éxito el 5 de marzo de 1966. El despegue se realizó con éxito aunque el avión no tripulado sobrevoló al M-21 durante algunos segundos. El D-21 se estrelló tras un vuelo de unos cientos de kilómetros. Consecuentemente, la CIA y la Fuerza Aérea aún no estaban entusiasmados por el programa. Johnson se entrevistó con los oficiales de la USAF para ver cómo podía ajustar a las necesidades en servicio. Entre otras cosas, Johnson sugirió lanzar el D-21 desde un bombardero B-52 y utilizar un cohete de combustible sólido para acelerar al vehículo no tripulado.
Un segundo lanzamiento exitoso fue realizado el 27 de abril de 1966, donde el D-21 alcanzó una altitud operacional del 27 400 m y una velocidad de Mach 3,3 aunque se perdió debido a un fallo en el sistema tras un vuelo de 2200 km. Este vuelo fue considerado como un progreso muy satisfactorio. Las pruebas exitosas aumentó el interés por el programa por parte del gobierno y a final del mes se solicitó un contrato para otros 15 D-21. Un tercer vuelo, realizado el 16 de junio de 1966, completó con éxito su misión, aunque la escotilla no fue lanzada por un fallo electrónico.
Sin embargo, el cuarto vuelo, un mes más tarde, el 30 de julio, acabó en desastre. El D-21 impactó con la cola del M-21 inmediatamente después de la separación, destruyendo ambos aviones. Los dos tripulantes eyectaron con seguridad y aterrizaron en el mar. El piloto, Bill Park, sobrevivió, pero el oficial de control de lanzamiento, Ray Torick, murió ahogado cuando su traje de presión falló. Como resultado, Johnson canceló inmediatamente los vuelos con el M-21. Sin embargo, pensaba que el lanzamiento desde el B-52 aún era práctico y el programa del D-21 permaneció vivo.
Un avión no tripulado modificado fue designado como D-21B (aunque no hay versiones "-21A") y todos los D-21 pedidos a mediados de 1966 fueron completados como D-21B. Dos B-52H fueron modificados para llevar dos D-21B y llevaban dos sujeciones grandes bajo las alas para transportas los vehículos, sustituyendos las sujeciones utilizadas para los misiles crucero Hound Dog. Dos estaciones independientes para lanzamiento fueron añadidas en la parte trasera de la cubierta de vuelo del bombardero, junto con sistemas de telemetría y mando; un sistema de navegación estelar aseguraba que los vehículos eran lanzados desde coordenadas muy precisas para reducir los errores de vuelo; y un sistema de control de temperatura mantenía a los vehículos a una temperatura estable antes del lanzamiento. Los B-52H se podían comunicar con los D-21B, que tenía controles a distancia mejorados que permitía usarlos durante los primeros 10 minutos de la misión.
El acelerador era un cohete de combustible sólido de 13,5 m de longitud y con un peso de 6,025 toneladas, siendo más grande y pesado que el propio D-21B. El cohete tenía una única aleta en el extremo para asegurar que el vuelo sería recto. El cohete funcionaba durante un minuto y medio y tenía un empuje de 12 380 kg.
Las pruebas comenzaron en septiembre de 1967 y duraron hasta julio de 1969. El primer intento de lanzamiento de un D-21B fue el 28 de septiembre de 1967, pero el vehículo se cayó accidentalmente de la sujeción del B-52. El cohete funcionó pero el D-21B fue directo al suelo. Se realizaron tres pruebas entre noviembre de 1967 y enero de 1968 sin ningún éxito. A consecuencia, Johnson pidió a su equipo que realizaran una revisión antes de reiniciar los intentos de lanzamiento. El siguiente intento fue el 30 de abril de 1968 y fue otro fracaso. Los ingenieros de Lockheed volvieron a revisar el proyecto y el 16 de junio de 1968 consiguieron un vuelo completo exitoso. El D-21B voló en una misión de prueba a una altitud específica y la escotilla fue recuperada aunque no llevaba ninguna carga útil.
Sin embargo, los problemas continuaron. Los dos siguientes lanzamientos fueron fracasos, seguido de otro vuelo con éxito en diciembre. Un lanzamiento cerca de Hawái en febrero de 1969 para simular un vuelo operacional real fue también un fracaso, pero los dos siguientes vuelos, en mayo y julio, fueron ambos exitosos.

## Uso operacional
Con el nombre de SENIOR BOWL se realizaron cuatro misiones operacionales entre el 9 de noviembre de 1969 y el 20 de marzo de 1971, todas ellas sobre la República Popular de China para espiar la zona de pruebas nucleares de Lop Nor. En la primera misión, los chinos no descubrieron el vehículo espía, pero éste desapareció y no pudo ser recuperado. De nuevo, los ingenieros de Lockheed volvieron a revisar el proyecto. Se realizó otro vuelo de prueba el 20 de febrero de 1970 de forma exitosa. Sin embargo, la segunda misión no tuvo lugar hasta el 16 de diciembre de ese año. En esta ocasión, el D-21B realizó el vuelo de ida a Lop Nor y su vuelta hacia el punto de recuperación, pero cuando se lanzó la escotila como estaba planeado, ésta no desplegó su paracaídas y se destruyó en el impacto.
El tercer vuelo operacional, realizado el 4 de marzo de 1971, también fue un fracaso. De nuevo, el D-21B realizó su viaje de ida y vuelta y desechó con éxito la escotilla. La escotilla desplegó su paracaídas, pero su recuperación en el aire fracasó y un destructor intentó atraparla en el mar en su caída. Sin embargo, la escotilla se hundió y no pudo ser recuperada. La cuarta misión, y último vuelo del D-21B, fue el 20 de marzo. El vehículo se perdió sobre China, aparentemente había sido derribado.
En julio de 1971 el programa del D-21B fue cancelado, debido a la combinación de su bajo nivel de éxitos y la introducción de una nueva generación de satélites de reconocimiento, además del nuevo acercamiento del Presidente Nixon hacia China.
Cuando Ben Rich, el sucesor de Johnson al frente de los Skunk Works, visitó Rusia en los años 1990 tras la disolución de la Unión Soviética, un contacto le dio un paquete que contenía partes del D-21 que había desaparecido en el primer vuelo operacional. Se había estrellado en Siberia. Los soviéticos estaban intrigados sobre qué sería, pero parece que también consiguieron los restos del D-21 perdido en el cuarto vuelo. La oficina de diseño Túpolev realizó un trabajo de ingeniería inversa con los restos y se convirtió en un diseño soviético, denominado "Voron" (cuervo), pero nunca fue construido.

## Cultura popular
- El Lockheed D-21 aparece en el videojuego Metal Gear Solid 3: Snake Eater ambientado en la Guerra Fría en el cual Snake, el protagonista, usa uno de estos para infiltrarse en la URSS

- Datos: Q2454458
- Multimedia: Lockheed D-21 / Q2454458